# 소건
소건(蘇建, ? ~ ?)은 전한 중기의 군인으로, 우내사 두현(杜縣) 사람이다.

## 생애
대장군 위청 휘하의 교위로 흉노 정벌에 참전하였고, 공을 세워 평릉후(平陵侯)에 봉해졌다. 장군이 되어 삭방에 성채를 쌓았고, 위위 신분으로 유격장군(游擊將軍)이 되어 위청과 함께 삭방으로 출병하였다.
원삭 6년(기원전 123년), 우장군이 되어 다시 위청의 휘하로 배속되었고, 전장군 조신과 함께 기병 3천여 명을 이끌고 정양으로 출병하였다. 그러나 이지사선우가 이끄는 군세와 조우하였고, 하루 남짓을 맞서싸웠으나 결국 홀로 살아남아 달아났다. 함께 싸운 조신은 흉노로 투항하였다.
의랑(議郞) 주패(周霸)는 위청에게 소건을 죽여 위엄을 보이라고 하였으나, 위청의 참모들은 이에 반대하였다. 위청은 결정하지 못하고 조정에 해결을 청원하였고, 결국 소건은 목숨을 부지하는 대신 속죄금을 내고 서인(庶人)이 되었다.
훗날 다시 부름을 받아 대군태수를 지내다가 죽었다. 장남 소가(蘇嘉)는 봉거도위를, 차남 소무는 전속국을, 삼남 소현(蘇賢)은 기도위를 지냈는데, 소무가 가장 명성이 있었다.
소건은 예전에 위청에게 사대부들을 불러모을 것을 권한 적이 있었는데, 위청은 예전에 두영과 전분이 빈객을 많이 거느려 무제의 노여움을 산 일을 들며 사양하였다. 소건은 나중에 이 일을 《사기》의 저자 사마천에게 이야기해주었다.

## 출전
- 사마천, 《사기》
  - 권20 건원이래후자연표
  - 권110 흉노열전
  - 권111 위장군표기열전
- 반고, 《한서》
  - 권6 무제기
  - 권17 경무소선원성공신표
  - 권19하 백관공경표 下
  - 권54 이광소건전

| 전임 한안국 | 전한의 위위 (기원전 126년 당시) | 후임 장건 |

| 선대 (첫 봉건) | 전한의 평릉후 기원전 127년 3월 병진일 ~ 기원전 123년 | 후대 (46년 후) 범명우 |